# フォーミュラワン・グループ
フォーミュラワン・グループ（Formula One Group）は、F1世界選手権の運営・放映権管理・マネジメントなどを統括する企業グループ。
バーニー・エクレストンが実質的な創業者。2017年にリバティメディアに買収された。

## 歴史
1974年にフォーミュラ・ワン・コンストラクターズ・アソシエーション（FOCA）が結成。当時の国際自動車スポーツ連盟（FISA）との対立を経て、1982年、コンコルド協定が発効。1987年の協定更新に伴い、エクレストンが総帥となる。のちにフォーミュラ・ワン・プロモーションズ・アンド・アドミニストレーション（FOPA）、テレビ中継の管轄をするフォーミュラ・ワン・マネジメント（FOM）などと次々と設立。現在FOPAはFOMに統合されている。
2016年9月、アメリカのリバティメディアが、従来の大株主であったCVC キャピタル・パートナーズらから株式を取得し新オーナーとなることが明らかにされた。リバティメディアは買収完了後にグループ名を「フォーミュラワン・グループ」に改める予定。会長には元ディレクTVのCEOで21世紀フォックスの副会長であるチェイス・キャリーが就任する一方で、エクレストンは最高経営責任者（CEO）として残留するとしていたが、翌2017年1月にキャリーがCEOに就任、エクレストンは退任し名誉会長となることになった。なお実際にF1の現場を運営するスポーツ担当マネージングディレクターにはロス・ブラウンが就任する。
2020年9月、2021年1月1日付でキャリーがCEOを退任して代表権を持たない会長となり、後任のCEOに元スクーデリア・フェラーリマネージャーでランボルギーニCEOなども歴任したステファノ・ドメニカリが就任することが発表された。

## グループ企業

### フォーミュラワン・マネジメント
フォーミュラワン・マネジメント（FOM）は、グループの主な運営会社であり、F1に関する権利関連、組織運営、放送関連を担う。